# Acesina arisba
Acesina arisba är en fjärilsart som beskrevs av De Nicéville 1891. Acesina arisba ingår i släktet Acesina och familjen juvelvingar. Inga underarter finns listade i Catalogue of Life.